# Joseph von Metternich
El conde Joseph von Metternich (Coblenza, 14 de noviembre de 1774-9 de diciembre de 1830) fue un noble austríaco, conocido por ser el hermano menor del importante diplomático Klemens von Metternich.

## Biografía
Fue uno de los vástagos del matrimonio formado por el conde Francisco de Metternich y la condesa Maria Beatriz von Kageneck. El resto de hermanos de Joseph fueron:
- Paulina, casada con el duque Fernando de Wurtemberg, hijo de Federico II Eugenio, duque reinante de Wurtemberg.[2]
- Clemens Wenzel (1773-1859), casado en primeras nupcias con Eleonore von Kaunitz; en segundas, con Maria Antonia von Leykam; y en terceras con Melanie Zichy-Ferraris. Con descendencia de los tres matrimonios.
- Friedrich Ludwig (1777-1778), muerto con catorce meses de edad.

Pasó la mayor parte de su infancia en Coblenza donde su padre servía como ministro de la corte del Elector de Tréveris, el duque Clemente de Sajonia, desde 1773.En esta ciudad fue tutor de los tres hermanos el político y teórico estrasburgués, Johann Friedrich Simon (en francés, Jean-Pierre Simon).Desde el 29 de octubre de 1783 fue domicellar de la catedral de Maguncia, era este un tipo de beneficio honorario de las catedrales germánicas similar al de canónigo (en alemán, domherr) que otorgaba rentas a su poseedor sin necesidad de tomar el estado eclesiástico.Fue conocido familiarmente como Pepi.
Desde 1788, estudió junto a su hermano Clemente, en la Universidad de Estrasburgo, ciudad de la que era oriundo su tutor Simon. En esta universidad fueron inscritos en la matrícula reservada a los príncipes y la alta nobleza. Posteriormente, tras el estallido de la Revolución Francesa, a la que se uniría en esa ciudad su tutor Simon, pasarían a estudiar en la de Maguncia. 

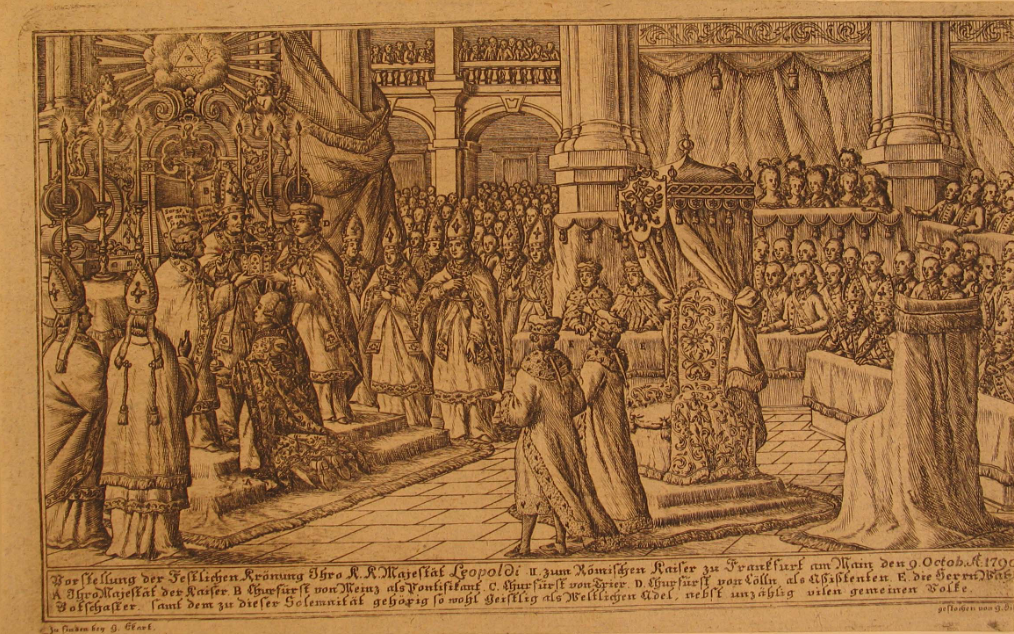
Grabado representando la coronación de Leopoldo II como emperador en 1790, en la que participó Joseph como parte de la delegación de la nobleza bohema.

Participó en 1790 en la coronación de Leopoldo II como emperador, como parte del cortejo del electorado de Bohemia. Formó parte del círculo íntimo de su hermano, desarrollando cargos políticos menores. En 1803 fue padrino del primogénito de su hermano, el príncipe Viktor.
Contrajo matrimonio con la princesa polaca Juliane Sulkowska (1776-1839), sin descendencia. En 1810 fue nombrado chambelán del emperador Francisco I de Austria y en marzo de 1810, participó como tal en el cortejo que llevó a la archiduquesa María Luisa de Austria a Francia para que contrajese matrimonio con Napoléon Bonaparte.En 1819 acompañó a su hermano y a la familia de este a un viaje por Italia, acompañando a su vez al emperador Francisco I de Austria.
El 7 de julio de 1825 llegó a Baden bei Wien para una cura de aguas.
En enero de 1829 fue padrino de su sobrino Richard, hijo de Klemens y que sería heredero de este último.
Murió el 9 de diciembre de 1830, siendo enterrado en la cripta familiar de la iglesia de Plasy, en la actual República Checa.

## Cargos

### Órdenes
- Caballero de la Orden de San Juan vulgo de Malta.[17]

### Cargos
- Imperial y real chambelán del Emperador de Austria (1810)[18][17]